# ラウリルグルコシド
ラウリルグルコシド（lauryl glucoside）は、化粧品に用いられる界面活性剤一種。グルコースとラウリルアルコールから作られるグリコシドである。